# باكلاش (1999)
باكلاش 1999 هو عرض مصارعة محترفة من فئة الدفع مقابل المشاهدة وهو العرض الأول من سلسلة عروض باكلاش. تم عرضه في 25 أبريل 1999.

## وصلات خارجية
- Official event website